# Ali Mahdi Mohamed
Ali Mahdi Mohamed (en somali : Cali Mahdi Maxamed, en arabe : علي مهدي محمد, né le 1er janvier 1939 à Jowhar (Afrique orientale italienne) et mort le 10 mars 2021 à Nairobi (Kenya) est un homme politique somalien, président de la République démocratique somalienne du 27 janvier 1991 au 3 janvier 1997. 

## Biographie
Ali Mahdi Mohamed naît le 1er janvier 1939 dans le Villaggio Duca degli Abruzzi (Afrique orientale italienne), actuelle Jowhar.
Président de la République démocratique somalienne à partir du 27 janvier 1991, Ali Mahdi Mohamed prend ses fonctions au moment où Siad Barre est chassé du pouvoir, il n'est cependant pas en mesure de prendre le contrôle du pays, celui-ci se limitant à certaines zones de la capitale. 
Sa présidence est dès le départ contesté par Mohamed Farrah Aidid, un chef de guerre rival, avec qui une guerre violente clanique éclate dans les rues de Mogadiscio, ceci mettant le pays dans un état de famine et entraînant l'opération Restore Hope par l'Organisation des Nations unies en 1992. Durant sa présidence, le pays tombe dans l'anarchie, aux mains des chefs de guerre et des factions séparatistes.
Ali Mahdi Muhammad décède le 10 mars 2021 à Nairobi au Kenya, après avoir contracté la Covid-19 lors de la pandémie de Covid-19 au Kenya.